# Acromastigum longirete
Acromastigum longirete là một loài Rêu trong họ Lepidoziaceae. Loài này được Grolle mô tả khoa học đầu tiên năm 1978.